# 基比亞·韋度贊
基比亞·韋度贊（Gabrijel Radojičić，1973年10月19日—），生於法國米盧斯，塞爾維亞足球運動員，司職前鋒，出身法國青訓計劃後轉會效力塞爾維亞甲組球會奧比利奇，1998年代表奧比利奇在歐聯出戰拜仁慕尼黑，同年在歐洲足協盃亦代表奧比利奇出戰西班牙馬德里體育會，於2000年因為戰火逼近塞爾維亞，他轉會效力法國乙組球會格勒諾勃，於2003季中再轉會效力保加利亞甲組球會贝拉西察至2004年季尾，在一季半裡為球會射入26球。